# Eric Stonestreet
Eric Allen Stonestreet (Kansas City, 9 september 1971) is een Amerikaans acteur. Hij won in 2010 en 2012 de prijs voor beste mannelijke bijrol in een komische serie voor zijn vertolking van "Cameron Tucker" in Modern Family.

## Carrière
Stonestreet groeide op in Kansas. Nadat hij daar zijn eerste studies had afgerond verhuisde hij naar Chicago waar hij sociologie studeerde en later een theateropleiding kreeg. Zijn eerste werk in de media was werk in de televisiereclame. Zijn eerste gastrol in een televisieserie had hij in 1999 toen hij te zien was in See Dharma Run, een aflevering uit het tweede seizoen van Dharma & Greg. Hij speelde in de volgende jaren een reeks gastrollen in televisieseries en films en hij had een terugkerende rol in CSI: Crime Scene Investigation, waar hij in dertien afleveringen te zien was.
Vanaf 2009 speelt hij in de sitcom Modern Family. Voor deze rol won hij in 2010 en 2012 een Emmy Award voor beste mannelijke bijrol in een komische serie en werd hij voor dezelfde rol in 2011 genomineerd voor een Golden Globe.

## Filmografie

### Film
- 2000: Almost Famous
- 2003: F.A.T.
- 2003: Girls Will Be Girls
- 2003: Street of Pain
- 2004: Straight-Jacket
- 2004: Knuckle Sandwich
- 2005: Saddam 17
- 2005: The Island
- 2006: 13 Graves
- 2007: Stories USA
- 2008: Ninja Cheerleaders
- 2008: American Crude
- 2009: This Might Hurt
- 2010: Father vs. Son
- 2011: Bad Teacher
- 2013: Identity Thief
- 2015: The Loft
- 2016: The Secret Life of Pets (stem)

### Televisie
- 1999: Dharma & Greg
- 2000: I've Got a Secret
- 2000: Malcolm in the Middle
- 2000: Party of Five
- 2000: Spin City
- 2000: ER
- 2001: The West Wing
- 2001–2005: CSI: Crime Scene Investigation
- 2002: Greg the Bunny
- 2002: Providence
- 2005: Close to Home
- 2007: Crossing Jordan
- 2007: Bones
- 2007: On the Lot
- 2007: American Dad
- 2008: The Mentalist
- 2008: Pushing Daisies
- 2008: NCIS
- 2009: Monk
- 2009: Nip/Tuck
- 2009 - 2020: Modern Family
- 2011: American Horror Story: Murder House

- International Standard Name Identifier: 0000 0001 0182 2135
- Library of Congress Control Number: no2010152180
- Virtual International Authority File: 151696141
- WorldCat: E39PBJkxHBH7wYj968qb38B3wC